# Thelypteris falcata
Thelypteris falcata là một loài thực vật có mạch trong họ Thelypteridaceae. Loài này được (Liebm.) R.M. Tryon miêu tả khoa học đầu tiên năm 1967.